# 엔나도

엔나도의 위치

엔나도(이탈리아어: Provincia di Enna)은 이탈리아 시칠리아주의 도이다. 도청 소재지는 엔나이다. 면적은 2,562 km2, 인구는 176,959(2001)이다.